# Mathéus Vivian
Pour les articles homonymes, voir Vivian.
Matheus Vivian Coradini né le 5 avril 1982 à Caçapava do Sul (Rio Grande do Sul), est un footballeur brésilien qui évoluait au poste de défenseur.

## Biographie
En 1999 il remporte la Coupe du monde de football des moins de 17 ans avec le Brésil alors qu'il évolue au Grêmio Porto Alegre. Il rejoint l'Europe en 2002 en s'engageant en faveur de l'Eintracht Francfort.
Durant l'été 2005, il signe au Grenoble Foot 38 après deux saisons décevantes en Espagne à l'UD Las Palmas et à l'AD Ceuta. Il joue régulièrement avec Grenoble qui termine 5e lors la saison 2006/2007. La saison suivante, il signe pour trois ans avec le FC Metz qui vient d'être promu en Ligue 1 mais le club termine à la dernière place du championnat. Les deux saisons suivantes, le club termine à la 5e et 4e place de seconde division.
Le 29 juillet 2010, après trois saisons passées à Metz, il signe un contrat d'une durée de deux ans en faveur du FC Nantes.
En août 2012, il signe un contrat de deux saisons en faveur du PAOK Salonique.
En janvier 2013, après avoir résilié son contrat avec le club grec de Salonique, il s'engage pour 18 mois avec l'En avant Guingamp afin de pallier la grave blessure de Grégory Cerdan.
Le 31 juillet 2014, il s'engage pour 2 ans aux FC Sochaux-Montbéliard. Il est régulièrement titulaire lors de sa première saison dans le club franc-comtois puis perd sa place petit à petit du fait de plusieurs blessures et de la concurrence.
En 2016, il crée l’entreprise Hermit Crab Game Studio qui sortira ou aidera à se développer quelques années plus tard des hits du jeu mobile tels que PSG Football Freestyle, Pet.Idle...
Lors de la rentrée 2017, il s'inscrit à la formation de manager général de club sportif dispensée par le Centre de droit et d'économie du sport de Limoges.

## Statistiques
| Saison                | Club                  | Championnat           | Championnat | Championnat | Coupe nationale | Coupe nationale | Coupe de la Ligue | Coupe de la Ligue | Compétition(s) continentale(s) | Compétition(s) continentale(s) | Compétition(s) continentale(s) | Total | Total |
| Saison                | Club                  | Division              | M.          | B.          | M.              | B.              | M.                | B.                | Comp.                          | M.                             | B.                             | M.    | B.    |
| 1999                  | Grêmio                | D1                    | -           | -           | -               | -               | -                 | -                 | -                              | -                              | -                              | 0     | 0     |
| 2000                  | Grêmio                | D1                    | -           | -           | -               | -               | -                 | -                 | -                              | -                              | -                              | 0     | 0     |
| 2001                  | Grêmio                | D1                    | -           | -           | -               | -               | -                 | -                 | -                              | -                              | -                              | 0     | 0     |
| 2002                  | Grêmio                | D1                    | -           | -           | -               | -               | -                 | -                 | -                              | -                              | -                              | 0     | 0     |
| 2002-2003             | Eintracht Francfort   | D2                    | -           | -           | -               | -               | -                 | -                 | -                              | -                              | -                              | 0     | 0     |
| 2003                  | Grêmio                | D1                    | -           | -           | -               | -               | -                 | -                 | -                              | -                              | -                              | 0     | 0     |
| 2003-2004             | UD Las Palmas         | D2                    | 8           | 1           | -               | -               | -                 | -                 | -                              | -                              | -                              | 8     | 1     |
| 2004-2005             | UD Las Palmas         | D2B                   | -           | -           | -               | -               | -                 | -                 | -                              | -                              | -                              | 0     | 0     |
| 2004-2005             | Ceuta                 | D2B                   | -           | -           | -               | -               | -                 | -                 | -                              | -                              | -                              | 0     | 0     |
| 2005                  | Botafogo FR           | D1                    | -           | -           | -               | -               | -                 | -                 | -                              | -                              | -                              | 0     | 0     |
| 2005-2006             | Grenoble              | L2                    | 29          | 4           | 2               | 0               | 1                 | 0                 | -                              | -                              | -                              | 32    | 4     |
| 2006-2007             | Grenoble              | L2                    | 27          | 3           | 1               | 0               | 1                 | 0                 | -                              | -                              | -                              | 29    | 3     |
| 2007-2008             | FC Metz               | L1                    | 11          | 0           | 2               | 0               | -                 | -                 | -                              | -                              | -                              | 13    | 0     |
| 2008-2009             | FC Metz               | L2                    | 29          | 1           | -               | -               | 3                 | 0                 | -                              | -                              | -                              | 32    | 1     |
| 2009-2010             | FC Metz               | L2                    | 34          | 1           | 2               | 0               | 4                 | 0                 | -                              | -                              | -                              | 40    | 1     |
| 2010-2011             | FC Nantes             | L2                    | 30          | 3           | 4               | 0               | -                 | -                 | -                              | -                              | -                              | 34    | 3     |
| 2011-2012             | FC Nantes             | L2                    | 32          | 2           | 2               | 0               | 2                 | 1                 | -                              | -                              | -                              | 36    | 3     |
| 2012-Jan. 2013        | PAOK Salonique        | D1                    | 7           | 0           | 3               | 0               | -                 | -                 | C3                             | 1                              | 0                              | 11    | 0     |
| Jan. 2013-2013        | EA Guingamp           | L2                    | 5           | 0           | -               | -               | -                 | -                 | -                              | -                              | -                              | 5     | 0     |
| 2013-2014             | EA Guingamp           | L1                    | 1           | 0           | -               | -               | 1                 | 0                 | -                              | -                              | -                              | 2     | 0     |
| 2014-2015             | FC Sochaux            | L2                    | 10          | 0           | 1               | 0               | -                 | -                 | -                              | -                              | -                              | 11    | 0     |
| Total sur la carrière | Total sur la carrière | Total sur la carrière | 223         | 15          | 17              | 0               | 12                | 1                 | -                              | 1                              | 0                              | 253   | 16    |